# IgA nefropatija
IgA nefropatija (skraćeno IgAN, poznata i pod nazivima IgA nefritis, Bergerova bolest) je najčešći oblik glomerulonefritisa (upale glomerula u bubregu) u svijetu, kojeg karakteriziraju naslage antitijela razreda IgA na mezangiju glomerula.
IgA nefropatija je bolest koja najčešće izolirano zahvaća bubrege i nepoznatog je uzroka, a može biti prisutna i kao manifestacija određenih sustavnih bolesti (npr. Henoch-Schönleinova purpura, sistemski lupus eritematozus, ankilozirajući spondilitis, dermatitis herpetiformis,  hepatitis, HIV, celijakija, ciroza jetre).
IgA nefropatija manifestira se širokim rasponom poremećaja funkcije bubrega, te ima različit tijek; od toga da se manifestira kao asimptomatska hematurija koja najčešće ima vrlo spori tijek, pa sve do brzoprogresivnog glomerulonefritisa, koje završava zatajenjem bubrega u kratkom vremenu. I patološki nalazi dobiveni biopsijom bubrega pokazuju raznolikosti, ali ih gotove sve karakteriziraju proliferacija mezangija i prominentni depoziti IgA antitijela.
U liječenju bolesti koriste se lijekovi koji smanjuju proteinuriju (izlučivanje proteina u urinu), kao što su ACE inhibitori, blokatori ATII receptora, te tako usporavaju pogoršanje funkcije bubrega. Koriste se i imunosupresivi poput kortikosteroida, a osobe kod kojih bolesti uznapreduje do terminalne faze zatajenja bubrega u liječenju se koriste postupci dijalize, te presađivanje bubrega. 